# عملگر نردبانی
در جبر خطی و مکانیک کوانتومی، عملگر بالابرنده (به انگلیسی: raising operator) یا عملگر پایین‌آورنده (به انگلیسی: lowering operator) که در مجموع عملگر نردبانی (انگلیسی: Ladder operator) خوانده می‌شوند عملگرهایی هستند که ویژه‌مقدار یک عملگر دیگر را افزایش یا کاهش می‌دهند. گاهی در فیزیک این عملگرها عملگر خلق و عملگر فنا نیز خوانده می‌شوند. از مشهورترین کاربردهای این عملگرها در مکانیک کوانتومی می‌توان به تحلیل نوسانگر هماهنگ کوانتومی و تکانه زاویه‌ای اشاره کرد.
اولین بار دیراک این عملگرها را ابداع و از این روش برای تحلیل تکانه‌ی زاویه‌ای و نشان دادن اینکه عدد کوانتومی تکانه‌ی زاویه‌ای کل باید مضربی از {\displaystyle \hbar /2} باشد استفاده کرد.

## شرح ریاضی
دو عملگر X و N را با فرض {\displaystyle [N,X]=cX,\quad } که در آن c یک اسکالر است در نظر می‌گیریم.اگر {\displaystyle {|n\rangle }} یک ویژه‌حالت N با معادله ویژه‌مقداری {\displaystyle N|n\rangle =n|n\rangle ,\,} باشد، در آن صورت عملگر X به گونه‌ای بر روی {\displaystyle \scriptstyle {|n\rangle }} عمل می‌کند که ویژه‌مقدار را به مقدار c جابه‌جا کند:
{\displaystyle {\begin{aligned}NX|n\rangle &=(XN+[N,X])|n\rangle \\&=XN|n\rangle +[N,X]|n\rangle \\&=Xn|n\rangle +cX|n\rangle \\&=(n+c)X|n\rangle .\end{aligned}}}
به عبارت دیگر، اگر {\displaystyle {|n\rangle }} یک ویژه‌حالت N با ویژه‌مقدار n باشد در آن صورت {\displaystyle \scriptstyle {X|n\rangle }} یک ویژه‌حالت N با ویژه‌مقدار  n + c است. در اینجا اگر c حقیقی و مثبت باشد X یک عملگر بالابرنده یا عملگر خلق برای N است  و اگر c حقیقی و منفی باشد X یک عملگر پایین‌آورنده یا عملگر فنا برای N است.
اگر N یک عملگر هرمیتی باشد، در آن صورت c باید حقیقی باشد و الحاقی هرمیتی (Hermitian adjoint) آن در رابطه‌ی :{\displaystyle [N,X^{\dagger }]=-cX^{\dagger }.\quad } صدق می‌کند. به‌خصوص، اگر X یک عملگر پایین‌آورنده برای N باشد، X†  یک عملگر بالابرنده برای N است و بالعکس.

## برخی کاربردها

### نوسانگر هماهنگ
یکی از کاربردهای عملگرهای خلق و فنا، تحلیل نوسانگر هماهنگ است. برای این کار، عملگرهای خلق و فنا به صورت زیر تعریف می‌شوند: 
{\displaystyle {\begin{aligned}a&={\sqrt {m\omega  \over 2\hbar }}\left({\hat {x}}+{i \over m\omega }{\hat {p}}\right)\\a^{\dagger }&={\sqrt {m\omega  \over 2\hbar }}\left({\hat {x}}-{i \over m\omega }{\hat {p}}\right)\end{aligned}}}
در این صورت، نمایش عملگرهای مکان و تکانه به صورت زیر درمی‌آید:
{\displaystyle {\begin{aligned}{\hat {x}}&={\sqrt {{\frac {\hbar }{2}}{\frac {1}{m\omega }}}}(a^{\dagger }+a)\\{\hat {p}}&=i{\sqrt {{\frac {\hbar }{2}}m\omega }}(a^{\dagger }-a)~.\end{aligned}}}
(عملگر a هرمیتی نیست، زیرا الحاقی آن a† با خودش برابر نیست.) در این صورت، با اعمال این عملگرها روی ویژه‌حالت‌های انرژی |n⟩، ویژه‌مقدارهای انرژی به صورت زیر تغییر می‌کنند:
{\displaystyle {\begin{aligned}a^{\dagger }|n\rangle &={\sqrt {n+1}}|n+1\rangle \\a|n\rangle &={\sqrt {n}}|n-1\rangle .\end{aligned}}}
بنابراین a† یک کوانتوم انرژی به انرژی حالت اضافه و a به همان میزان انرژی آن را کاهش می‌دهد. به همین دلیل به این عملگرها، عملگر خلق و فنا نیز گفته می‌شود.